# Гирке, Отто фон
Отто Фридрих фон Ги́рке (нем. Otto Friedrich von Gierke; 11 января 1841, Штеттин, Пруссия — 10 октября 1921, Берлин, Германия) — германский юрист, профессор истории права и гражданского права.
Принадлежал к так называемым германистам — последователям реакционной исторической школы права. В частности, усматривал самобытное начало германского права в общности людей, в общественных союзах, проникнутых «социальным духом».

## Биография
Сын прусского юриста Юлиуса Гирке. В 1855 году родители умерли от холеры, и сирота воспитывался у родни в Штеттине. Учился в Берлинском и Гейдельбергском университетах. Преподавал в Берлинском и Бреславльском  университетах. Избирался ректором обоих университетов. Член-корреспондент Британской академии (1913).
В 1873 году Отто Гирке женился на Марии Цецилии Элизе Лёнинг, дочери издателя Карла Фридриха Лёнинга. Старшая дочь Анна фон Гирке вошла в историю как основоположница современной социальной педагогики. Сын Эдгар фон Гирке стал патологом. Сын Юлиус фон Гирке пошёл по отцовским стопам и стал историком права. Дочь Хильдегард фон Гирке занималась социальной педагогикой.
В 1911 году Гирке удостоился дворянского титула. Отто фон Гирке похоронен на Мемориальном кладбище кайзера Вильгельма в Берлине.

## Основные работы
- «Германское общественное право» (4 тт., 1868—1913)
- «Германское частное право» (3 тт., 1895—1917)